# Arquidiocese de Fortaleza
A Arquidiocese de Fortaleza (Archidioecesis Fortalexiensis) é uma circunscrição eclesiástica da Igreja Católica, no estado do Ceará. Congrega 140 paróquias e 6 áreas pastorais.

## História
A diocese da Fortaleza foi canonicamente erigida pelo Papa Pio IX em 1854 através da bula pontifícia "Animarum Salute" a época o território da nova diocese, desmembrada da Arquidiocese de Olinda e Recife contava com cerca de 650.000 habitantes. 
A realidade da nova diocese concretizou-se somente em 1860, após longas disputas entre a Santa Sé e o governo imperial brasileiro.
O primeiro bispo da diocese da Fortaleza foi Dom Luís Antônio dos Santos, tomando posse em 1861.
Ao chegar nas terras cearenses, Dom Luís encontrou uma diocese sem nenhuma estrutura, padres que viviam distantes e até em dualidade, daí urgia a necessidade de um instituto verdadeiramente sério para a formação adequada do novo clero, o futuro da diocese, a resposta a essa urgência foi a criação do Seminário da Prainha.
Em 10 de Outubro de 1864, Dom Luís Antônio dos Santos, funda o Seminário Episcopal da Prainha junto ao complexo da Igreja de Nossa Senhora da Conceição do Outeiro da Prainha.
Quando em 1881, Dom Luís foi transferido a diocese ficou sob os cuidados do Vigário Capitular,  Monsenhor Hipólito Gomes Brasil.
Já em 1884 o Papa Leão XIII nomeou como segundo bispo do Ceará, Dom Joaquim José Vieira, foi Dom Joaquim que no ano de 1889 iniciou os trabalhos de investigação ao Padre Cícero Romão Batista na região da então vila de Juazeiro do Norte.
Além da polêmica questão do "Joazeiro", Dom Joaquim tornou-se conhecido por suas visitas pastorais e proximidade para como clero e o povo, foram inúmeras os encontros promovidos por Dom Joaquim, entre eles a reunião dos bispos do nordeste, ocorrido no Seminário da Prainha.
Já debilitado, Dom Joaquim contou com um bispo coadjuntor, Dom Manuel Antônio de Oliveira Lopes, no entanto o novo bispo não acostumado com o clima, logo pediu transferência. Requerendo da Santa Sé um novo auxiliar, foi nomeado como seu bispo auxiliar a Dom Manoel da Silva Gomes. Dom Joaquim deixou o governo da arquidiocese de Fortaleza em 1912.

Mapa das Dioceses do Estado do Ceará

Em 8 de dezembro de 1912 tomou posse como terceiro bispo diocesano do Ceará, o então já bispo auxiliar, Dom Manoel da Silva Gomes.
Sob o pastoreio de Dom Manoel, é que em 1914 são criadas as dioceses de Sobral e a Crato, fazendo com que o Papa Bento XV em 10 de novembro se 1915, através da bula "Catholicae Religionis Bonum" elevasse canonicamente a então diocese da Fortaleza a dignidade de Arquidiocese de Fortaleza, designando seu primeiro arcebispo, Dom Manoel da Silva Gomes. 
Dom Manoel trouxe ainda, inúmeras congregações religiosas masculinas e femininas para trabalhar na nova arquidiocese e criou dez novas paróquias.
Foi durante o episcopado de Dom Manoel que a Arquidiocese viveu o momento trágico de ver demolida a sua primeira catedral, a engenharia da época a condenou, está ação rendeu inúmeras calúnias e reportagens negativas para o arcebispo.
Em 1938 foi desmembrada a Diocese de Limoeiro do Norte, quando deixou o governo da arquidiocese.
Em 5 de novembro de 1941 para suceder Dom Manoel, o Papa Pio XII nomeou Dom Antônio de Almeida Lustosa, S.D.B., arcebispo metropolitano de Fortaleza. Dom Lustosa chegou a Fortaleza em um tempo de grandes mudanças estruturais e de grandes dificuldades, entre elas: As vítimas da seca e o numeroso fluxo de pessoas que chegavam em Fortaleza em busca de melhores condições de vida, originárias do interior do estado. Assim, Dom Antônio de Almeida Lustosa, escreveu vários escritos sobre a realidade da seca e insistiu junto ao governo da época por ações em favor dos mais pobres, Dom Lustosa deixou a arquidiocese após 22 anos de pastoreio em 1963, havendo criado 34 paróquias, sendo que em 1961 foi desmembrada a Diocese de Iguatu.
Durante o episcopado de Dom Lustosa, foram inúmeros os esforços para a construção da nova catedral, adquiriu e inaugurou a Rádio Assunção e fundou o jornal "O Nordeste".
Atualmente, na Santa Sé, junto da arquidiocese de Fortaleza, tramita o seu processo de beatificação, dada sua fama de santidade.
Em meados de 1963, enquanto realizava-se o Concílio Vaticano II, o Papa João XXIII, nomeou a Dom José de Medeiros Delgado arcebispo de Fortaleza, transferindo-o da Arquidiocese de São Luís do Maranhão. No pastoreio de Dom Delgado implantou-se as reformas frutos do Concílio Vaticano II, entre elas a venda do então Palácio arquiepiscopal, a fundação do Seminário Cardeal Frings e o fechamento do Seminário da Prainha em 1967. Fundou no prédio do antigo seminário da Prainha o Instituto Superior de Ciências da Religião (ISCRE), para a formação de leigos. No pastoreio de Dom Delgado foram erigidas onze novas paróquias. Desmembrou-se em 1964 a Diocese de Crateús, e em 1971 as dioceses de Quixadá, Itapipoca, como também desmembrou-se da diocese de Sobral a nova diocese de Tianguá.
Havia desde o tempo do Concílio Vaticano II, o desejo de Dom Delgado de retirar-se para uma vida mais contemplativa, desejo que pode ser realizado, Dom Delgado renunciou ao ofício de arcebispo e se retirou para o Rio Grande do Norte em 1973.
Durante o período de vacancia, a administração coube a Dom Miguel Fenelon Câmara.
Em 26 de março de 1973, o Papa Paulo VI nomeou a Dom Aloísio Lorscheider, O.F.M., arcebispo de Fortaleza. Dom Aloísio encontra em Fortaleza uma realidade diferente de todas as outras que havia desenvolvido no sul do país.
Dedicou particular atenção ao clero, no qual procurou desenvolver um profundo sentido de comunhão eclesial e um singular impulso apostólico.
Em 24 de maio de 1976, durante o Consistório Ordinário Público, Dom Aloísio Lorscheider foi criado Cardeal da Santa Igreja pelo Papa Paulo VI que o concedeu o título de Cardeal-presbítero de São Pedro “in Montorio". O Cardeal Lorscheider tomou parte em dois conclaves, o primeiro em Agosto de 1978 culminando na eleição de João Paulo I e o segundo em Outubro de 1978 resultando na eleição de João Paulo II.
Dom Aloísio criou os primeiros planos de pastoral da arquidiocese de Fortaleza, morou na periferia junto dos mais pobres e incentivou ao máximo as pastorais sociais. Um outro marco no pastoreio de Dom Aloísio foi a dedicação da Catedral de Fortaleza, em 22 de Dezembro de 1978, após 40 anos de construção, com capacidade de abrigar 5.000 pessoas.  Em 1980, Dom Aloísio então cardeal arcebispo de Fortaleza, acolheu a visita apostólica do João Paulo II por ocasião do 10° Congresso Eucarístico Nacional. Episódio marcante de seu pastoreio e para a vida da arquidiocese de Fortaleza que recebeu junto ao seu povo o sucessor de Pedro.
Ao final de seu ministério em Fortaleza, o Cardral Lorscheider havia criado onze paróquias, contou com quatro bispos auxiliares, desenvolveu inúmeros conselhos e planos de pastorais, fundou em 1987 o seminário São José de Filosofia, buscando promover as vocações, fez inúmeras visitas pastorais as paróquias e áreas missionárias, e empreendeu inúmeros trabalhos em favor dos mais pobres e marginalizados. Em 1995 após 22 anos de trabalhos em Fortaleza, foi transferido para a Arquidiocese de Aparecida, sua despedida ocorreu no Estádio Castelão em celebração marcada pela presença das várias lideranças do povo, política e do clero.
Durante o período de vacancia, a Santa Sé, nomeou como Administrador Apostólico ao então bispo auxiliar, Dom Geraldo Nascimento, OFM Cap., que administrou a Arquidiocese sem muitas mudanças.
Em 29 de Maio de 1996, João Paulo II, nomeou a Dom Frei Cláudio Hummes, O.F.M. como arcebispo metropolitano de Fortaleza. Durante seu curto pastoreio em Fortaleza, Dom Cláudio realizou uma assembleia de pastoral e criou duas novas paróquias. Dom Cláudio criou e ampliou o Seminário Propedêutico. 
Foi nomeado em 15 de Abril de 1998 arcebispo de São Paulo.
Dada a situação de vacancia, o Colégio de Consultores elegeram como Administrador Diocesano, ao Monsenhor Antônio Souto Ribeiro, então vigário geral da arquidiocese.
Assim, é que as portas do terceiro milênio cristão, em 13 de Janeiro de 1999, João Paulo II nomeou Dom José Antonio Aparecido Tosi Marques como o sexto arcebispo metropolitano de Fortaleza, vindo a tomar posse solenemente em 24 de Março de 1999, ofício exercido até 11 de outubro de 2023, quando teve sua renúncia aceita pelo Papa Francisco e se tornou Administrador Apostólico, até a posse de seu sucessor.
Dom José Antônio foi grande entusiasta das vocações, ordenando mais de cem novos padres para a Arquidiocese e criando mais de cinquenta novas paróquias. 
Dom José Antônio promoveu a reforma do prédio da Cúria Metropolitana e reformulou a divisão do território Arquidiocesano em nove Regiões Episcopais, respectivamente: Região São José, Região Nossa Senhora da Conceição, Região Nossa Senhora da Assunção, Região Bom Jesus dos Aflitos, Região Nossa Senhora dos Prazeres, Região Sagrada Família, Região São Pedro e São Paulo (Praia), Região Nossa Senhora da Palama (Serra) e Região São Francisco das Chagas (Sertão).
Durante seu ministério em Fortaleza, Dom José Antônio contou, ao longo de seu ministério, com a cooperação de oito bispos auxiliares, sendo atualmente: Dom Júlio César Souza de Jesus e Dom Valdemir Vicente Andrade Santos.
A arquidiocese de Fortaleza comemorou solenemente, em 2003, o jubileu de 150 anos da criação de sua Igreja Particular (à época, como Diocese). 
Ainda, em 2015 comemorou o jubileu centenário pela elevação como arquidiocese, a celebração jubilar teve lugar no Condomínio Espiritual o Uirapuru e foi presidida pelo Núncio apostólico, Dom Giovanni d'Aniello, junto dos bispos das nove dioceses do Ceará e de todo o clero.
Atualmente a arquidiocese tem grandes desafios frente a evangelização, a população somente na capital ultrapassa 2.600.000 segundo o IBGE.
Em outubro de 2023, o Papa Francisco nomeou dom Gregório Ben Lâmed Paixão, então bispo de Petrópolis (RJ), como arcebispo para a arquidiocese de Fortaleza. 

## Bispos e arcebispos
Administração local:
|                             | Nome                                           | Período    | Notas                                            |
| Arcebispos                  | Arcebispos                                     | Arcebispos | Arcebispos                                       |
| --------------------------- | ---------------------------------------------- | ---------- | ------------------------------------------------ |
| 7°                          | Gregório Ben Lâmed Paixão, O.S.B.              | 2023-atual |                                                  |
| 6º                          | José Antônio Aparecido Tosi Marques            | 1999-2023  | Renunciou por limite de idade (Cân. 401, do CDC) |
| 5º                          | Cláudio Hummes, O.F.M.                         | 1996-1998  | Nomeado arcebispo de São Paulo                   |
| 4º                          | Aloísio Cardeal Lorscheider, O.F.M.            | 1973-1995  | Nomeado arcebispo de Aparecida                   |
| 3º                          | José de Medeiros Delgado                       | 1963-1973  | Renunciou                                        |
| 2º                          | Antônio de Almeida Lustosa, S.D.B.             | 1941-1963  | Renunciou                                        |
| 1º                          | Manoel da Silva Gomes                          | 1915-1941  | Renunciou                                        |
| Bispos                      |                                                |            |                                                  |
| 3º                          | Manoel da Silva Gomes                          | 1912-1915  | Elevado a arcebispo                              |
| 2º                          | Joaquim José Vieira                            | 1883-1912  | Renunciou                                        |
| 1º                          | Luis Antônio dos Santos                        | 1860-1881  | Nomeado arcebispo de Salvador                    |
| Bispo coadjutor             |                                                |            |                                                  |
|                             | Manuel Antônio de Oliveira Lopes               | 1908-1910  | Nomeado bispo de Alagoas                         |
| Bispos auxiliares           |                                                |            |                                                  |
|                             | Júlio César Souza de Jesus                     | 2018-2024  | Nomeado bispo de Floriano.                       |
|                             | Valdemir Vicente de Andrade                    | 2018-2024  | Nomeado bispo de Juazeiro.                       |
|                             | José Luiz Gomes de Vasconcelos                 | 2012-2015  | Nomeado bispo de Sobral.                         |
|                             | Rosalvo Cordeiro de Lima                       | 2011-2020  | Nomeado bispo de Itapipoca                       |
|                             | José Luiz Ferreira Salles, C.Ss.R.             | 2006-2012  | Nomeado bispo de Pesqueira                       |
|                             | Plínio José Luz da Silva                       | 2001-2003  | Nomeado bispo de Picos                           |
|                             | Sérgio da Rocha                                | 2001-2007  | Nomeado arcebispo coadjutor de Teresina          |
|                             | Adalberto Paulo da Silva, O.F.M.Cap.           | 1995-2004  | Renunciou                                        |
|                             | Geraldo Nascimento, O.F.M.Cap.                 | 1982-1997  | Renunciou                                        |
|                             | Manuel Edmilson da Cruz                        | 1974-1994  | Nomeado bispo de Limoeiro do Norte               |
|                             | Miguel Fenelon Câmara Filho                    | 1970-1974  | Nomeado arcebispo coadjutor de Maceió            |
|                             | Gérard-Paul-Louis-Marie de Milleville, C.S.Sp. | 1967-1984  |                                                  |
|                             | Raimundo de Castro e Silva                     | 1957-1991  | Renunciou                                        |
|                             | Expedito Eduardo de Oliveira                   | 1953-1959  | Nomeado bispo de Patos                           |
|                             | Elizeu Simões Mendes                           | 1950-1953  | Nomeado bispo de Mossoró                         |
|                             | Manoel da Silva Gomes                          | 1911-1912  | Elevado a bispo diocesano                        |
| Administradores apostólicos |                                                |            |                                                  |
|                             | Geraldo Nascimento, O.F.M.Cap.                 | 1995-1996  | Bispo auxiliar da mesma                          |
|                             | Miguel Fenelon Câmara Filho                    | 1973       | Bispo auxiliar da mesma                          |